# Pseudoneoponera rufipes
Pseudoneoponera rufipes (лат.) — вид муравьёв из подсемейства Ponerinae (Formicidae), который ранее включался в состав Pachycondyla. Эндемик Юго-Восточной Азии.

## Распространение
Встречаются в Юго-Восточной Азии: Пакистан, Индия, Индонезия, Шри-Ланка, Непал, Китай, Вьетнам, Лаос, Таиланд.

## Описание
Среднего размера муравьи коренастого телосложения с грубой скульптурой матового тела. Длина рабочих особей около 1,5 см, коричнево-чёрного цвета, усики и ноги светлее. Всё тело покрыто обильными бледно-красновато-жёлтыми волосками. Петиоль сверху без зубцов. Усики 12-члениковые. Глаза расположены у средней линии головы. Мезоплеврон не разделён поперечной бороздкой. Метанотальная бороздка отсутствует. Мандибулы треугольные. Проподеум без шипиков или зубцов. Средние и задние ноги с одной голенной шпорой. Стебелёк между грудкой и брюшком состоит из одного узловидного членика петиоля. Брюшко с сильной перетяжкой между 1-м (A3) и 2-м (A4) сегментами. Этот вид в Сингапуре ассоциируется в основном с первичными или старыми/зрелыми вторичными лесами, иногда также в молодых вторичных лесах таких как заброшенные плантационные леса. Эти муравьи обычно фуражируют на земле и часто собираются с помощью ловушек.
Необычной особенностью является вспенивающаяся экскреция. Рабочие производят защитные вспенивающиеся выделения из ядовитых желёз
Pseudoneoponera rufipes имеют гаплоидный хромосомный набор n = 24 (самцы) и диплоидный набор 2n = 48 (рабочие и самки, 2n). Формула кариотипа = 20M + 28A.

## Систематика
Вид был впервые описан в 1851 году английским энтомологом Томасом Джердоном (1811—1872) под названием Ponera rufipes Jerdon, 1851 из Индии. В дальнейшем включался в состав рода Bothroponera как Bothroponera rufipes, с 1995 оказался в Pachycondyla. В 2009 году Крис Шмидт (Schmidt, 2009), проведя молекулярно-генетический филогенетический анализ подсемейства понерины предложил восстановить род Pseudoneoponera. Самостоятельный родовой статус и обновлённое видовое название были официально восстановлены в 2014 году.